# Йейтс, Барри
Барри Йейтс (англ. Barry Yates; род. 30 января 1946, Randolph, Айова) — американский баскетболист, игравший на позициях тяжёлого форварда. На драфте НБА 1971 года был выбран командой «Филадельфия Севенти Сиксерс».

## Карьера в колледже
Йейтс в студенческий баскетбол играл за «Мэриленд Террапинс». Он подал заявку на драфт НБА перед своим вторым сезоном в Университете Мэриленда.

## Карьера в НБА
На драфте НБА 1971 года в 8-м раунде под 131-м общим номером был выбран командой «Филадельфия Севенти Сиксерс». За «Севенти Сиксерс» сыграл 24 матча, набирая в среднем 2,9 очка, 1,7 подбора и 0,3 передачи за игру.

## Статистика

### Статистика в НБА
| Сезон                                                                                    | Команда     | Регулярный сезон | Регулярный сезон | Регулярный сезон | Регулярный сезон | Регулярный сезон | Регулярный сезон | Регулярный сезон | Регулярный сезон | Регулярный сезон | Регулярный сезон | Регулярный сезон | Серия плей-офф | Серия плей-офф | Серия плей-офф | Серия плей-офф | Серия плей-офф | Серия плей-офф | Серия плей-офф | Серия плей-офф | Серия плей-офф | Серия плей-офф | Серия плей-офф |
| Сезон                                                                                    | Команда     | GP               | GS               | MPG              | FG%              | 3P%              | FT%              | RPG              | APG              | SPG              | BPG              | PPG              | GP             | GS             | MPG            | FG%            | 3P%            | FT%            | RPG            | APG            | SPG            | BPG            | PPG            |
| ---------------------------------------------------------------------------------------- | ----------- | ---------------- | ---------------- | ---------------- | ---------------- | ---------------- | ---------------- | ---------------- | ---------------- | ---------------- | ---------------- | ---------------- | -------------- | -------------- | -------------- | -------------- | -------------- | -------------- | -------------- | -------------- | -------------- | -------------- | -------------- |
| 1971/72                                                                                  | Филадельфия | 24               | 1                | 6,0              | 37,3             |                  | 63,6             | 1,7              | 0,3              |                  |                  | 2,9              | Не участвовал  | Не участвовал  | Не участвовал  | Не участвовал  | Не участвовал  | Не участвовал  | Не участвовал  | Не участвовал  | Не участвовал  | Не участвовал  | Не участвовал  |
| Наведите курсор мыши на аббревиатуры в заголовке таблицы, чтобы прочесть их расшифровку. |             |                  |                  |                  |                  |                  |                  |                  |                  |                  |                  |                  |                |                |                |                |                |                |                |                |                |                |                |